# (6141) Durda
(6141) Durda est un astéroïde de la ceinture principale de la famille de Hungaria, également aréocroiseur.

## Description
(6141) Durda est un astéroïde de la ceinture principale, de la famille de Hungaria. Il présente une orbite caractérisée par un demi-grand axe de 1,82 UA, une excentricité de 0,14 et une inclinaison de 16,5° par rapport à l'écliptique.

## Compléments